# Jubileu (biblic)
Anul jubiliar (în ebraică : יובל, Iub-il vocalizat și Iov-el), sau anul de bucurie, este anul după sfârșitul a șapte cicluri ale anului de odihnă anul sabatic (în ebraică: Șmita), al cincizecilea an care, conform Bibliei are un impact asupra productivității pământului agricol și efectele recoltelor în funcție de depărtarea în ani față de jubileu asupra omului pe pământul lui Dumnezeu din țările calde, care este urmărit pe teritoriul regatului lui Israel și regatului Iudeii; 
În iudaism au existat dezbateri legate de cadență, între înțelepții evrei și Judah bar Ilai (135–170 d.Hr.), dacă este vorba de anul 49 (ultimul an din șapte cicluri de ani sabatici, care repezintă șapte săptămâni: 7x7=49 ani), ori dacă este vorba de anul 50 care urmează (de exemplu dacă anul 50 este jubileul agrar, dacă este și primul an din următorul ciclu de 7 ani, ca de exemplu în numărarea: 47, 48, 49, 50, 2, 3, 4). Jubileul cade la fel ca ziua de Cincizecime (Șavuot), ziuă ce cade în a cincizecia zi de numărare a câte unui omer de grâu (în ebraică : ספירת העומר, Sefirat HaOmer) începând cu ziua primelor roade, adică în dimineața duminicii de după Sâmbăta Mare, care în creștinism este ziua învierii lui Isus din Nazaret, și reprezintă atât eliberarea de sub păcat cât și supremația față de natură.

## Origine și Etimologie

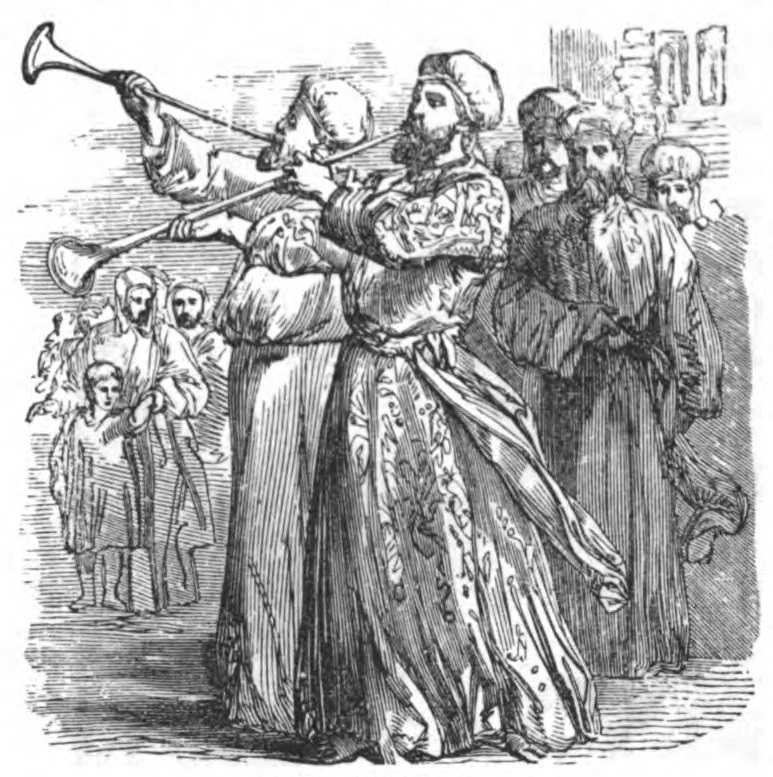
Leviții răsună trompeta Anului de Jubileu (ilustrație 1783)

În limba română termenul jubileu derivă din termenul ebraic Iovel (via latină Jubilaeus), care la rândul său derivă din  Iovhel, și înseamnă (corn de) berbec.
Cuvântul „Iovel” mai indică un trombon din corn de berbec sau bivol numit șofar, care este folosit special pentru a anunța intrarea în acest an, la sărbătoarea trâmbițelor până peste un an când se răsună din nou din trâmbiță.
J.P.Mallory și D.Q. Adams au propus o etimologie alternativă a termenului latin jubileu (tălmăcit răsunet, ca în termenul irlandez ilach țipăt de victorie, Engleza nouă yowl, Greacă iuzo răsunet), fiind derivat din rădăcină proto-indo-europeană *ju- răsunet de bucurie, făcând în mod eficient termenul ebraic un termen împrumutat din limbile indo-europeane vecine. Rânduiala Biblică privind anii de odihnă (șemita) este încă urmărită de mulți iudaici și mesianici în Statul Israel, dar rânduiala pentru anul jubiliar nu a mai fost observată de multe secole.

De exemplu, despre anul de jubileu (ori de "slobozenie" în Biblia de la Blaj; de "bucurie" în BOR; de "veselie" în VDC), este scris în cartea Leviticului cum vorbește Dumnezeu lui Moise: 

        Leviticul 25:10 

Să sfințiți anul al cincizecilea și să se vestească slobozenie pe pământul vostru pentru toți locuitorii lui: să vă fie acesta an de slobozenie (iub-il) - ca să se întoarci pe fiecare la moșia sa; fiecare să se întoarcă la familia sa. 

1. Traducerea lumii noi

- Leviticul 25:10

„Să declarați sfânt anul al 50-lea și să proclamați libertatea în țară pentru toți locuitorii ei. Acesta va fi un Jubileu pentru voi; fiecare să se întoarcă la proprietatea lui și fiecare să se întoarcă la familia lui.”
         Leviticul 25:23  

Pământul să nu-l vindeți de veci, că pământul este al Meu; iar voi sunteți musafiri și venetici înaintea Mea. 

        Leviticul 27:21  

Țarina aceea, când se va întoarce în anul jubil, va fi afierosire Domnului, ca țarină hărăzită Lui, și va trece în proprietatea preotului (cohenimei)[deținut de preoțime]. 

## Durata Ciclului Jubiliar
Deoarece anul 49 a fost deja un an sabatic, pământul deja a fost lăsat necultivate în timpul acestuia, dar dacă de asemenea trebuie lăsat necultivat și anul 50, ca jubiliar, atunci nu vor fi disponibile alte recolte pentru următorii doi ani decât fructele de vară, creând un risc mult mai mare de foame; .
| Ciclul Jubiliar |                         |
| 7 ani scăzuți:  | primul an de odihnă     |
| 14 ani scăzuți: | al II-lea an de odihnă  |
| 21 ani scăzuți: | al III-lea an de odihnă |
| 28 ani scăzuți: | al IV-lea an de odihnă  |
| 35 ani scăzuți: | al V-lea an de odihnă   |
| 42 ani scăzuți: | al VI-lea an de odihnă  |
| 49 ani scăzuți: | al VII-lea an de odihnă |
| 50 ani scăzuți: | an de bucurie           |

## Biblie

### Tora
Tora care este numită revelația lui YHWH Dumnezeul lui Israel care se prezintă în aceasta (Exodul 20:1ff.) justifică ordinea socială necesară și multe drepturi de proprietate concrete pentru minoritățile defavorizate ca drept obligatoriu al acestui Dumnezeu eliberator.
Acest dumnezeu consideră moștenirea pământului în țara promisă ca dar (cadou). Principiul cel mai înalt al legii biblice a pământului și a proprietății este zicala divină (Levitic 25:23): "Pământul să nu fie vândut pentru totdeauna, căci pământul este al meu, pentru că voi sunteți străini și locuitori temporari cu mine." <Ref> Martin Honecker: Planul de etică socială. Walter de Gruyter, Berlin 1995, ISBN 3110144743, p. 475 </ ref> Pentru că toată moștenirea israeliților a fost doar „închiriată” de Dumnezeu. , presupuși proprietari de pământ sunt doar „vremelnici” și „oaspeți”, precum și evreii sau non-evreii care depind de ei. Motivele pentru anul decretului (Levitic 25:8-31):

        Leviticul 25:8 

Și să îți numeri șapte sabate ale anilor, de șapte ori șapte ani; și durata celor șapte sabate ale anilor să îți fie ție de patruzeci și nouă de ani. 

        Leviticul 25:9 

Atunci să faci să sune tare trâmbița jubileului în ziua a zecea a lunii a șaptea, în ziua ispășirii să faceți să sune trâmbița prin toată țara voastră. 

        Leviticul 25:10 

Și să sfințiți fiecare al cincizecilea an și să vestiți libertate prin toată țara tuturor locuitorilor ei, acesta să vă fie un jubileu; și să întoarceți înapoi, pe fiecare om, la moștenirea lui și să întoarceți înapoi pe fiecare om la familia lui. 

        Leviticul 25:11 

Un jubileu să vă fie al cincizecilea an, nici să nu semănați, nici să nu secerați ceea ce crește de la sine, nici să nu strângi ciorchinii viei tale netăiate. 

        Leviticul 25:12  Pentru că este jubileul; acesta să fie sfânt pentru voi, să mâncați rodul lui care iese din câmp. 

        Leviticul 25:13 

În anul acestui jubileu să întoarceți înapoi, pe fiecare bărbat, la posesiunea lui. 

        Leviticul 25:14 

Și dacă vinzi orice aproapelui tău, sau cumperi ceva din mâna aproapelui tău, să nu vă oprimați unul pe altul,  

        Leviticul 25:15 

Conform cu numărul anilor de după jubileu să cumperi de la aproapele tău și conform cu numărul anilor roadelor, el să îți vândă ție; 

        Leviticul 25:16 

Conform cu numărul anilor să crești prețul lor și conform împuținării anilor să micșorezi prețul lor, căci conform cu numărul anilor roadelor, el o să îți vândă. 

        Leviticul 25:17 

De aceea să nu vă oprimați unul pe altul; ci să te temi de Dumnezeul tău, pentru că eu sunt DOMNUL Dumnezeul vostru. 

        Leviticul 25:18 

Pentru aceea să împliniți statutele mele și să păziți judecățile mele și să le împliniți; și veți locui în țară în siguranță. 

        Leviticul 25:19 

Și țara să aducă rodul ei și să mâncați spre săturarea voastră și să locuiți în siguranță în ea. 

        Leviticul 25:20 

Și dacă veți spune: Ce vom mânca în al șaptelea an? Iată, nu vom semăna, nici nu vom aduna în rodul nostru; 

        Leviticul 25:21 

Atunci voi porunci binecuvântarea mea peste voi în al șaselea an, iar el va face rod pentru trei ani. 

        Leviticul 25:22 

Și veți semăna în al optulea an și veți mânca tot din rodul vechi până în al nouălea an; până ce roadele lui vor intra la voi veți mânca din cele vechi. 

        Leviticul 25:23 

Pământul să nu fie vândut pentru totdeauna, căci pământul este al meu, pentru că voi sunteți străini și locuitori temporari cu mine. 

        Leviticul 25:24 

Și în toată țara stăpânirii voastre să dați o răscumpărare pentru pământ. 

        Leviticul 25:25 

Dacă fratele tău sărăcește și a vândut ceva din moștenirile sale și dacă vine cineva dintre rudele sale să o răscumpere, atunci să răscumpere ceea ce fratele lui a vândut. 

        Leviticul 25:26 

Și dacă bărbatul nu are pe nimeni ca să răscumpere și el însuși este în stare să o răscumpere; 

        Leviticul 25:27 

Atunci să socotească anii de la vânzarea ei și să plătească înapoi ce este în plus bărbatului căruia i-a vândut-o; ca să se întoarcă înapoi la stăpânirea sa. 

        Leviticul 25:28 

Dar dacă nu este în stare să îi plătească înapoi, atunci ceea ce este vândut să rămână în mâna celui ce a cumpărat, până în anul jubileului; și la jubileu să iasă și să se întoarcă în stăpânirea sa. 

        Leviticul 25:29 

Și dacă un bărbat vinde o casă de locuit într-o cetate înconjurată cu ziduri, atunci el poate să o răscumpere în decursul unui an întreg după ce aceasta este vândută; în decursul unui an întreg poate să o răscumpere. 

        Leviticul 25:30 

Și dacă nu o răscumpără pe durata unui an întreg, atunci casa care este în cetatea înconjurată cu ziduri să fie întemeiată, pentru totdeauna celui ce a cumpărat-o prin toate generațiile sale, aceasta să nu iasă la jubileu. 

        Leviticul 25:31 

Dar casele din satele care nu au ziduri, de jur împrejur, să fie socotite precum câmpurile ținutului, ele pot fi răscumpărate și vor ieși la jubileu. 

După aceea, toate lucrările de teren ar trebui încetate pe parcursul acestui an întreg ca într-un an de sabat. Fiecare israelit ar trebui să rețină pământul „închiriat” de la Dumnezeu, proprietarul propriu-zis, dacă trebuie vândut în situații de urgență: fie prin răscumpărare, fie prin returnare. Israeliții căzuți (totodată, de la stăpâni care nu sunt israeliti) ar trebui eliberați necondiționat în sclavia datoriei. Terenurile vândute și arendate (cu excepția caselor din orașele cu ziduri și câmpurile lăudate în sanctuar) sunt returnate proprietarilor naturali sau proprietarilor lor aritmetici, fără recompensare bănească.
Această restituire a dreptului de proprietate ar trebui să fie cea a lui Dumnezeu care restabilește egalitatea necesară a tuturor israeliților cel puțin o dată pe generație într-un mod socio-economic, adică oameni săraci, dependenți, fără pământ, avem un nou început pentru viitor. Bunurile și suveranitatea umană trebuie schimbate în mod regulat în favoarea celor posedați în conformitate cu voința Dumnezeului lui Israel. Anul iertării ar trebui să înceapă întotdeauna în Yom Kippur, a 10-a zi a lui Tișri și să fie anunțat cu răsunete de șofar în întreaga țară.

### Profeți
Este nesigur dacă această poruncă dată prin Moise a fost respectată de fapt înainte și după Exilul babilonian (586–530 î.d.Hr. Însușirea terenurilor de către curtea regală, după cum este descris în exemplul din 1 Împărați cap. 21 (Nabot), teren critica socială de mari proprietăți și debit sclaviei despre care s-a scris în profeții Amos și Osea (sec VIII î.d.Hr.) și promisiuni de mântuire post-exilice ca de exemplu Isaia 61:1, care așteaptă porunca din Levitic 25 pentru viitor la venirea lui Mesia să fie împlinită.
În Regatul de Nord al Israel și în Regatul de Sud al lui Iuda a existat o formă de cultivare a latifundiei: Curtea regală a însușit pământul moștenit al fermierilor israeliți și iudei sau a forțat vânzarea lor prin taxe mari. Hans Bardtke: Latifundia din Iuda în a doua jumătate a secolului al VIII-lea î.Hr. Pentru a înțelege Isaia 5:8-10. În: Hommages a Andre Dupont-Sommer, Paris 1971, p. 235–254 Conform cu profeția, care le-a amintit regilor lui Israel și lui Iuda dreptul divin al celor deposedați (1 Împărați 21:; Amos 2:; Ieremia 34:8) Și a ascuțit critică socială în comportamentul proprietarului (de exemplu Amos 5:11):

        Amos 5:11 

Întrucât așa cum călcarea voastră în picioare este peste sărac și luați de la el sarcini de grâu, ați zidit case din piatră cioplită, dar nu veți locui în ele; ați sădit vii plăcute, dar nu veți bea vin din ele. 

(Alt exemplu: 
         Țefania sau Sofonie 1:13  

De aceea bunurile lor vor deveni o pradă, și casele lor o pustietate; de asemenea vor zidi case, dar nu le vor locui; și vor sădi vii, dar nu le vor bea vinul.)
        Amos 5:12  

Fiindcă eu cunosc multele voastre fărădelegi și păcatele voastre mari, ei nenorocesc pe cel drept, iau mită și abat de la dreptul lor pe cei săraci la poartă.

Promisiunea unui viitor drept pentru cei asupriți și asupriți devine aici o acuzație puternică împotriva opresorului; Înfrângerile din politica externă sunt interpretate ca o consecință inevitabilă a corupției interne a legii de către proprietari. Această critică profetică arată că clasele conducătoare din ambele părți ale Israelului au ignorat anul iertării sau nu l-au ținut niciodată. Verena Moritz, Hannes Leidinger: Sozialismus.UTB, Stuttgart 2008, [http:books.google.de/books?id=OtL_NNWRqvwC&pg=PA27 S. 27]
În profeția de vindecare din exil și post-exil (din 586 î.d.Hr.), redistribuirea justă a solului, abolirea sclaviei datoriilor și, astfel, contradicțiile sociale au devenit o parte integrantă a speranța timpului final pentru viitor. Astfel, Isaia 61:1 Dumnezeu promite că în viitor Mesia va proclama un an de ușurare pentru săraci:

        Isaia 61:1-2  
  
Duhul Domnului IAHVEH asupra mea—deoarece uns IAHVEH tot-Mie vestire blânzilor emisu-ma orbilor,
         
 
zdrobiților inimă, și chemării prinșilor libertate și legaților deschidere închisoare.
         
 
Chemării An Rezonabil lui IAHVEH;
         

[ și zi răzbunării lui Dumnezeu-nostru; confortării oricăror jelitori ].

În Isaia 65:21 se mai spune:

        
Iar ei vor construi case și le vor locui; și vor sădi vii și vor mânca rodul lor.
        
Nu vor construi și un altul să locuiască; nu vor sădi și un altul să mănânce, căci precum zilele unui arbore sunt zilele poporului meu și aleșii mei se vor bucura mult de lucrarea mâinilor lor.
Oferta Tora din anul eliberării a fost astfel păstrată, în ciuda nerespectării sale în mare măsură istorice, ca speranță pentru o finală a unei ordini sociale doar fără exploatare, în care toată lumea poate trăi și lucra împreună și se pot bucura de roadele muncii sale.
Detlev Dormeyer, Folker Siegert, Jacobus Cornelis de Vos: Arbeit in der Antike, in Judentum und Christentum. Lit Verlag, 2006, S. 171

### Noul Testament
Iisus din Nazaret își deschide apariția conform cu Luca 4:18 în Sinagoga din Nazaret cu citarea promisiunii unui an de bucurie al finalului lumii (Isaia 61:1):
„ Duh de Domn (aram: IAH) asupra-Mi și pentru una ungere de-vestirii săracilor și emitere de-vindecării zdrobitei inime și de-chemării prinșilor scăpare și orbilor vedere și de-strâmptoraților ruperi în scăpare. Și de-chemării anului de-acceptare Domnului (aram: IAH) [...] .”
El a comentat citatul cu singura propoziție: „De-astăzi împlinit scrierea aceasta în-auziri-voastre.” Frank Crüsemann: Vechiul Testament ca spațiu al adevărului pentru noul: Noua viziune a Bibliei Creștine. Gütersloher Verlagshaus, Gütersloh 2011, ISBN 3579081225, p. 196 În acest sens, el a exprimat că munca sa va îndeplini în final anul oferit al lansării. Prin urmare, această poruncă uitată a rămas valabilă. Gabriel Kyo Seon Shin: Proclamarea ultimului an jubiliar de către Isus în Nazaret: un studiu istoric-critic al lui Luca 4, 16-30. Volumul 378 din Scrierile universitare europene: teologie. Peter Lang, 1989, ISBN 3261041374. Sabine Plonz: Cetățenia Cerească - Dragostea Lumii: abordări către o teologie dialogică-politică într-un context ecumenic.  Lembeck, 2007, ISBN 3874765350, p. 162  În noua exegeză NT, textul este văzut ca un rezumat programatic al proclamării lui Iisus și a intenției sale, a poruncilor Tora pentru săraci și persoanele defavorizate.  Ulrich Busse, Michael Reichardt, Michael Theobald: Memoria lui Iisus: continuitate și discontinuitate în tradiția Noului Testament. Vandenhoeck & Ruprecht, Göttingen 2011, p. 345f.
Aceasta corespunde lui Iisus beatificarea din Predica de pe Muntele (Matei 5:3-12): Ei promit săracilor, jelitorilor, neputincioșilor și persecutatilor că Împărăția lui Dumnezeu există deja pentru ei le aparțin și în viitor vor deține și pământul.  Cornelis de Vos: Țara Sfântă și apropierea de Dumnezeu: Schimbări în concepțiile funciare ale Vechiului Testament în scrierile evreiești și ale Noului Testament. Vandenhoeck & Ruprecht, Göttingen 2012, ISBN 352553583X, p. 124f. Dintr-o foamete acută, conform Marcu 2:23-28 ucenicii săi adunând mâncare pe câmpurile marilor proprietari care au fost deja recoltați și apoi explică acest lucru la cerere: în caz de foamete acută, această lucrare este permisă și în Sabatul, deoarece legea Sabatului trebuie să servească bunăstarea oamenilor. Ca justificare, Iisus se referă la exemple biblice de încălcare a legii în caz de urgență. Aceasta arată condiționalitatea socială a poruncilor Torei și interpretarea lor. Wolfgang Stegemann: Iisus și timpul lui, Kohlhammer, Stuttgart 2010, p. 280 Un mare proprietar de pământ care l-a întrebat pe Iisus ce să facă să moștenească viata de veșnicie, el la invitat conform cu  Marcu 10:21 să renunțe la toate bunurile sale în favoarea săracilor și a declarat această invitație discipolilor săi ca o precondiție (rar sau ne urmată) pentru intrarea oamenilor bogați în Împărăția lui Dumnezeu. Wolfgang Stegemann: Iisus și timpul lui, Stuttgart 2010, p. 328  Cu vizita sa surprinzătoare la unul dintre colaboratorii de vameș urât de evrei și exclus atunci. "Colector de taxe") Iisus l-a convins să ramburseze sumele furate de patru ori (Luca 19:8). Aceste și alte texte din [mișcarea lui Iisus] arată transgresiunile țintite ale poruncilor Torei individuale pentru a dezvălui semnificația întregii Tore. Wolfgang Stegemann: Iisus și timpul lui, Stuttgart 2010, p. 279
Comuniunea proprietății comunității inițiale din Ierusalim, care descrie Faptele Apostolilor 2:44, a continuat din această tradiție: 
„ Toți care au devenit credincioși erau împreună și aveau toate lucrurile împreună.”
Faptele Apostolilor 4:32-37 afirmă că comunitatea de proprietate se asigură că niciun membru al comunității nu suferă de lipsă: aceasta face aluzie la Deuteronom 15:4, unde depășirea sărăciei ca Obiectivul Anului de sabat, care stă la baza anului iertării, este acela că, conform Faptele Apostolilor 11:27-30, comunitatea inițială determinată de comunitatea de proprietate a obținut un echilibru de încărcare între congregațiile bogate și sărace, care Sarcina minunea penticostală a Bisericii în ansamblu a fost realizată: să anticipezi și să inițiezi unitatea finală a tuturor oamenilor din Împărăția lui Dumnezeu (Șalom sau Pacea Națiunilor, anul final al eliberării). Wolfgang Reinhardt: Creșterea poporului lui Dumnezeu. Vandenhoeck & Ruprecht, Göttingen 1995, ISBN 3525536321, p. 175–177